# Aimée Allen
Aimée Allen (Missoula, 1982. február 2. –) amerikai énekes, dalszerző

## Pályakép
Aimée Allen Montana állambeli Missoulaban született. Azt mondta: „durva nevelést kaptam, fiatalon nevelőotthonba kerültem, tanulni iskoláról iskolára jártam”.
Felnőttként Joan Jett volt rá inspiráló hatással. 
2002-ben szerződést írt alá az Elektra Records-szal, majd kiadta az „I'd Start a Revolution If I Could Get Up in the Morning” című albumát, amely azonban az Elektránál mégsem, hanem az Atlantic Recordsnál jelent meg. A „Revolution” című dalhoz videó is megjelent.
2005-ben együttműködött az Unwritten Law együttessel a „Here's to the Mourning” című albumon. 2007-ben a „Cooties” című dallal részt vett a „Hairspray − Grasso è bello” című film film zenéje létrehozásában. Ugyanebben az évben kiadott egy albumot a Scott & Aimee nevű zenekarral. 2008-ban együttműködött Lee „Scratch” Perryvel a „Repentance” című albumon. 2009 júniusában kiadta az „A Little Happiness” című albumot. 2009-ben részt vett a "Blood Pact" című film film zenéjében is.
2011 áprilisában együttműködött a Sublime-mal és Rome-mal a „Yours Truly” albumon. 2012-ben Jimmy Cliffel dolgozott a „Rebirth” című album felvételein. 2012-ben megalapította a The Interrupters nevű ska punk együttest, amellyel 2014-ben adták ki első albumukat.

## Albumok

### Szólóalbumok
- I'd Start a Revolution If I Could Get Up in the Morning (2003)
- Dream (2006)
- L'Inexplicable (2007)
- A Little Happiness (2009)
- Winters & Mays (2011)
- Matter of Time (2015)

### Vendég
- Here’s to the Mourning – Unwritten Law (2005)
- Repentance – Lee „Scratch” Perry (2008)
- Yours Truly – Sublime with Rome (2011)
- Rebirth – Jimmy Cliff (2012)
- The Real Enemy – Noi!se (2016)